# Bộ Quản lý Huấn luyện Quân ủy Trung ương Trung Quốc
Bộ Quản lý Huấn luyện Quân ủy Trung ương Trung Quốc (中央军事委员会训练管理部) tiền thân là Cục Quản lý Huấn luyện trực thuộc Bộ Tổng Tham mưu Quân Giải phóng Nhân dân Trung Quốc, là một trong 15 cơ quan trực thuộc Quân ủy Trung ương Trung Quốc có chức năng tham mưu giúp Quân ủy Trung ương Trung Quốc về công tác bảo đảm đào tạo và huấn luyện trong Quân Giải phóng Nhân dân Trung Quốc.

## Lịch sử
Trước năm 2016, tiền thân là Cục Quản lý Huấn luyện trực thuộc Bộ Tổng Tham mưu Quân Giải phóng Nhân dân Trung Quốc
Từ ngày 11 tháng 1 năm 2016, Đảng Cộng sản Trung Quốc tiến hành cải cách cơ cấu, tổ chức của Quân Giải phóng Nhân dân Trung Quốc trong đó nâng cấp Cục Quản lý Huấn luyện thành Bộ Quản lý Huấn luyện trực thuộc Quân ủy Trung ương Trung Quốc.

## Tổ chức
- Văn phòng (办公厅)
- Cục Công tác Chính trị (政治工作局)
- Cục Kế hoạch Tổng hợp (综合计划局)
- Cục Quân huấn (训练局)
- Cục Nhà trường (院校局)
- Cục Giáo dục Nghề nghiệp (职业教育局)
- Cục Thanh tra Huấn luyện (训练监察局)

## Lãnh đạo Bộ
Bộ trưởng
1. Thiếu tướng Trịnh Hòa (1/2016—1/2017)
2. Thiếu tướng Lê Hỏa Huy (1/2017—)

Chính ủy
1. Thiếu tướng Trương Thăng Dân (1/2016—11/2016)

Phó Bộ trưởng
1. Thiếu tướng Phương Bắc Quần (2016—)
2. Thiếu tướng Dương Kiếm (2016—)